# Viasat Film
Viasat Film er en gruppe af tv-kanaler, som ejes af NENT Group, og som blev lanceret i 1989.

## Historie
Viasat Film startede som TV1000 som blev lanceret i 1989. I starten viste TV1000 udover film også serier (heriblandt premiere på de nyeste The Simpsons- og Melrose Place afsnit), børne-tv (Hilbur & Co.), koncerter og sport (især boksning og golf). i 1997 begyndte man at udfase børneprogrammer, sport & serier i takt med at Viasat åbnede nye kanaler som bl.a. TV3+, TV6 Action & Nature World og Viasat Sport, så kanalen i 2000 var en rendyrket filmkanal. 
Den 1. september 1993 åbnede Viasat endnu en filmkanal FilmMax som viste klassiske film hele døgnet, kanalen blev dog lukket igen i slutningen af 1995, efter lanceringen af TV1000 Cinema. 
Den 1. februar 1995 fik TV1000 en "lillesøster" i form af kanalen TV1000 Cinema, som viste de samme film som moderkanalen, men på andre tidspunkter. I perioden fra september 1997 til januar 2000 samsendte TV1000 Cinema med The History Channel, som sendte fra kl. 18-21. 
Den 15. april 2000 startede TV1000 og TV1000 Cinema timeshift-kanaler: TV1000 +1 og +2 og Cinema +1 og +2. De nye kanaler viste det samme som de to hovedkanaler, men med tidsforskel på en time eller to. Tilføjelsen af de "nye kanaler" skulle gøre det nemmere for abonnenterne at se en film, når det passede dem.
Den 1. september 2004 kom TV1000 med et andet udvalg af kanaler. Cinema og tre af timeshift-kanalerne forsvandt. Alle kanaler forsvandt undtagen moderkanalen og timeshift-kanalen.
- TV1000 Plus One afløste TV1000 +2, men forblev en timeshift-kanal.
- TV1000 Family afløste TV1000 +3, og sender børne- og familiefilm samt komedier.
- TV1000 Action afløste Cinema +1, og sender action-, thriller- og skrækfilm om aftenen, dramafilm om dagen og erotik om natten.
- TV1000 Nordic afløste Cinema +2, og sender skandinaviske film.
- TV1000 Classic afløste Cinema +3, og sender ældre film.

i Januar 2009 lancerede Viasat flere af deres kanaler i HD deriblandt TV1000 og den 15. februar 2009 blev TV1000 Drama lanceret. 
- TV1000 Drama er den sidste nye TV1000 Kanal, som sender dramafilm.
- TV1000 HD HD Spejlkanal af TV1000

Den 1. august 2010 valgte Viasat at lukke TV1000 Plus One ned, da man ikke længere mente at den var nødvendig, efter at man havde lanceret Viasat OnDemand (Blev senere til Viaplay), hvor det var muligt at se film når man ville. 
Den 1. marts 2012 droppede Viasat "TV1000-brandet", og kanalerne ændrede navn til Viasat Film, og alle kanalerne blev også lanceret i HD dog minus Viasat Film Classic. Man droppede også det legendariske program "Tusind Og En Nat" som viste erotik om natten, i stedet for begyndte man at dele sendetiden med erotikkanalerne Blue Hustler, Penthouse 1 og Penthouse 2 i nattetimerne på Viasat Film Classic, Action og Nordic
Den 23. april 2014 ændrede Viasat i deres lineup af filmkanaler, Viasat FIlm Nordic lukkede og blev erstattet af Viasat Film Comedy. De nordiske film vil fremover indgå i programmet på de øvrige kanaler, og Viasat Film Action & Viasat Film Classic fik reduceret sendetiden og sendte derefter kun i aftentimerne. Samtidig lukkede man Viasat Film Drama i HD og Viasat Film Action HD begyndte at samsende med Nat Geo Wild HD i dagtimerne på Viasats parabolplatform. 
Den 10. november 2015 ændrede Viasat igen i deres lineup af filmkanaler, Viasat Film Classic og Viasat Film Drama blev lukket ned og erstattet af Viasat Film Hits (som vil sende nye og klassiske filmfavoritter) og Viasat Series (en ren seriekanal med både nye og klassiske serier), derudover blev der ændret i sendefladen på de øvrige kanaler, man vendte tilbage til igen at vise serier og børneprogrammer som man også gjorde i 90'erne under TV1000 brandet, Viasat Film Family inddragede børneprogrammer fra Disney Jr. i dagtimerne, og Viasat Film Comedy begyndte at sende klassiske komedieserier i dagtimerne, desuden skiftede Viasat Film navn til Viasat Film Premiere. 
Den 1. august 2016 droppede man at sende klassiske komedieserier i dagtimerne på Viasat Film Comedy, og kanalen blev igen til en ren filmkanal. 
Den 4. april 2017 ændrede Viasat endnu engang i deres lineup af film- & seriekanaler, alle kanalerne blev relanceret som 24-timers kanaler igen, og Viasat Film Hits blev lanceret i HD og Viasat Film Family & Viasat Film Comedy blev slået sammen til den nye Viasat Film Family, (som vil sende børne- og familiefilm i dagtimerne og komedie- og dramafilm i aften og nattetimerne), Disney Jr. som hidtil havde sendt i dagtimerne på Viasat Film Family blev til en selvstændig kanal, og fik udvidet sendetiden til kl. 05-23. Timeshare-kanalerne Blue Hustler, Penthouse 1, Penthouse 2  og Nat Geo Wild lukkede ned på de filmkanaler de havde delt plads med.     
Den 7. marts 2018 lancerede Viasat en ny Film onDemand tjeneste Viasat Film Favoritter, tjenesten blev fra start tilgængelig hos Yousee, Stofa og Viasats egen platform, tjenesten indholder op til 200 film som ikke vises på flowkanalerne, hovedsaglig ældre film samt nyere indie-film og med op til 15 nye film hver måned.
Den 1. Juni 2020 valgte NENT Group at droppe Viasat navnet, og slå alle sine Premium Kanaler sammen under et brand kaldet V Film, Sport & Serier
I Danmark er følgende V-Kanaler tilgængelig: V Sport Golf, V Sport UHD, V Sport Live 1-5, V Series, V Film Premiere, V Film Hits, V Film Familyog V Film Action.

## Kanaler
Pr. 1. juni 2020 består V Film, Sport & Serier pakken af følgende kanaler:
- V Film Premiere:: Viser de nyeste film. (sendetid: hele døgnet)
- V Film Hits: Viser nye og klassiske film favoritter (sendetid: hele døgnet)
- V Film Family: Viser børne- og familiefilm i dagtimerne samt komedie- & dramafilm i aften og nattetimerne (sendetid: hele døgnet)
- V FIlm Action: Viser action-, thriller- og gyserfilm (sendetid: Hele døgnet)
- V Series: Viser nye og klassiske serier (sendetid: hele døgnet)
- V Sport Golf: Viser golf fra European Tour, LPGA Tour, Asia Tour og golfprogrammer (Sendetid kl. 10-02)
- V Sport UHD: Viser udvalgt live sport i Ultra HD, Primær fodbold, formel 1 og ishockey (Sendetid kl. 10-23)
- V Sport Live 1-5: 5 ekstra kanaler som viser ekstra kampe når flere spilles samtidig (Sendetid: løbende)

OnDemand tjeneste:
- V Film Favoritter: En On-demand-tjeneste med endnu flere film som ikke vises på flowkanalerne
- Viaplay: On-demand-tjeneste med film, sport, serier og børneprogrammer

## Øvrige betalingskanaler fra Viasat
- Viasat Nature
- Viasat Explorer
- Viasat History
- eSports TV